# Пань Цигуань
Пань Цигуань (кит. трад. 潘启官, пиньинь Pān Qǐguān, также известен как Пань Вэньянь, Пань Чжэньчэн и Пхуан Кхэкуа; 1714—1788) — крупный китайский торговец, один из основателей купеческой гильдии «Кохонг», которая контролировала в Гуанчжоу внешнюю торговлю империи Цин с иностранцами. Владел факторией в районе «Тринадцать факторий», которая активно торговала с британцами, шведами, датчанами и австрийцами шёлком и чаем.

## Биография
Пань Вэньянь родился в 1714 году в бедной рыбацкой деревне близ Чжанчжоу, где все говорили на диалекте южноминьского языка. Вскоре его отец Пучай перевёз семью в Кантон. С конца 1730-х годов Пань участвовал в «кантонской торговле» и много путешествовал на джонках по Южно-Китайскому морю, добираясь даже до Манилы. Он овладел испанским и английским языками, что помогало вести торговлю с европейцами. Среди остальных Пань выделялся тем, что вовремя доставлял товары и умел создать долгосрочные взаимовыгодные отношения как с чиновниками, так и с иностранцами.
Между 1760 и 1788 годами Пань был главным торговцем Кантона. Большую часть времени он занимался делами своего торгового дома («хонга»). Пань жил в особняке на южном берегу Жемчужной реки на острове Хэнань. Чтобы экономить время, Пань принимал пищу на лодке, которая везла его из дома в офис и обратно. Постепенно Пань обзавёлся обширными связями среди чиновников, что помогало ему расставлять своих людей на нужные посты и подкупать «хоппо» (главу морской таможни Гуандуна).
Около 1780 года за существенный вклад в военную кампанию Пань Цигуань получил третий ранг мандарина; согласно буфану, он носил сапфировый шарик на шапочке. 10 января 1788 года Пань Цигуань умер в Кантоне и вскоре был захоронен в своём загородном имении недалеко от родного Чжанчжоу.

## Торговая деятельность
С 1740 по 1760 года Пань Цигуань вёл торговлю шёлком через хонг «Дафэн» (Dafeng Hang, 達豐行), которым управлял вместе с братом Сикуа (Seequa, 潘瑟官) и другими родственниками из семьи Чэнь. Джонки его хонга привозили товары со всего Китая и Юго-Восточной Азии, а затем перепродавали их иностранцам в Кантоне.
В 1757 году император Цяньлун издал указ, закрывший для западных коммерсантов все порты и таможни, кроме Гуанчжоу. Китайский флот наместника Гуандуна, базировавшийся в Гуанчжоу, был существенно усилен и взял под охрану все иностранные торговые суда. В 1760 году, с целью удержания иностранцев в фактории, десять крупнейших хонгов Гуанчжоу во главе с Пань Цигуанем внесли по 10 тыс. испанских долларов каждый и создали могущественную гильдию «Кохонг», обладавшую исключительной монополией на внешнюю торговлю Китая. «Кохонг» преобразовал район «Тринадцать факторий», проложив новые улицы и построив новые магазины.
В том же 1760 году Пань Цигуань основал новый хонг «Тунвэнь» (Tongwen Hang, 同文行), который в 1810-х годах сменил название на «Тунфу» (Tongfu Hang или Tungfoo, 同孚行). Кроме того, Пань возглавлял Кантонскую ассоциацию купцов фуцзяньского происхождения. Хонг «Тунвэнь» владел факторией, которая располагалась рядом со Шведской факторией. Шведы присоединились к ост-индской торговле позже других европейцев, их первый корабль прибыл в Кантон лишь в 1732 году. И Пань Цигуань, и другие европейцы относились к шведам свысока, но это не мешало шведским суперкарго продавать китайцам шерстяные ткани вроде камлота и закупать у Паня значительные объёмы чая. Иногда Пань разрешал конфликты между шведами и другими европейцами, например, с голландцами.
Пань Цигуань состоял в приятельских отношениях с предпринимателем Никласом Сальгреном и даже дружил с некоторыми шведскими суперкарго, которые жили в Кантоне по пару лет, например, с Жаном Абрахамом Гриллом. Как только иностранные суда заходили в порт Кантона, цены на чай, шёлк и другие товары начинали расти, но когда суда уплывали на родину, цены начинали падать. Грилл покупал чай у Паня напрямую, когда цена была самой низкой, а затем продавал своим работодателям из Шведской Ост-Индской компании по более высокой цене, когда в Кантон приходило очередное судно. Таким образом, Пань продавал товар даже в межсезонье, а Грилл получал дополнительную прибыль (несколько контрактов между Цигуанем и Гриллом хранятся в библиотеке Гётеборгского университета).
Британцы поначалу настороженно относились к Цигуаню, но в 1780-х годах, когда он вошёл в число самых влиятельных людей Кантона, уже вели с ним дела. Французы хвалили Паня за умение контролировать чиновников и давать им взятки, но всё равно считали его «коварным» и «злым». На пике могущества Паня не многие иностранцы могли торговать в Кантоне в обход его хонга. Нередко Пань Цигуань устраивал неформальные обеды для иностранных купцов в своём загородном доме. Часто на таких приёмах обговаривали не только бизнес, но также китайскую культуру или английскую моду, а иногда даже ставили юмористические представления.

## Семья

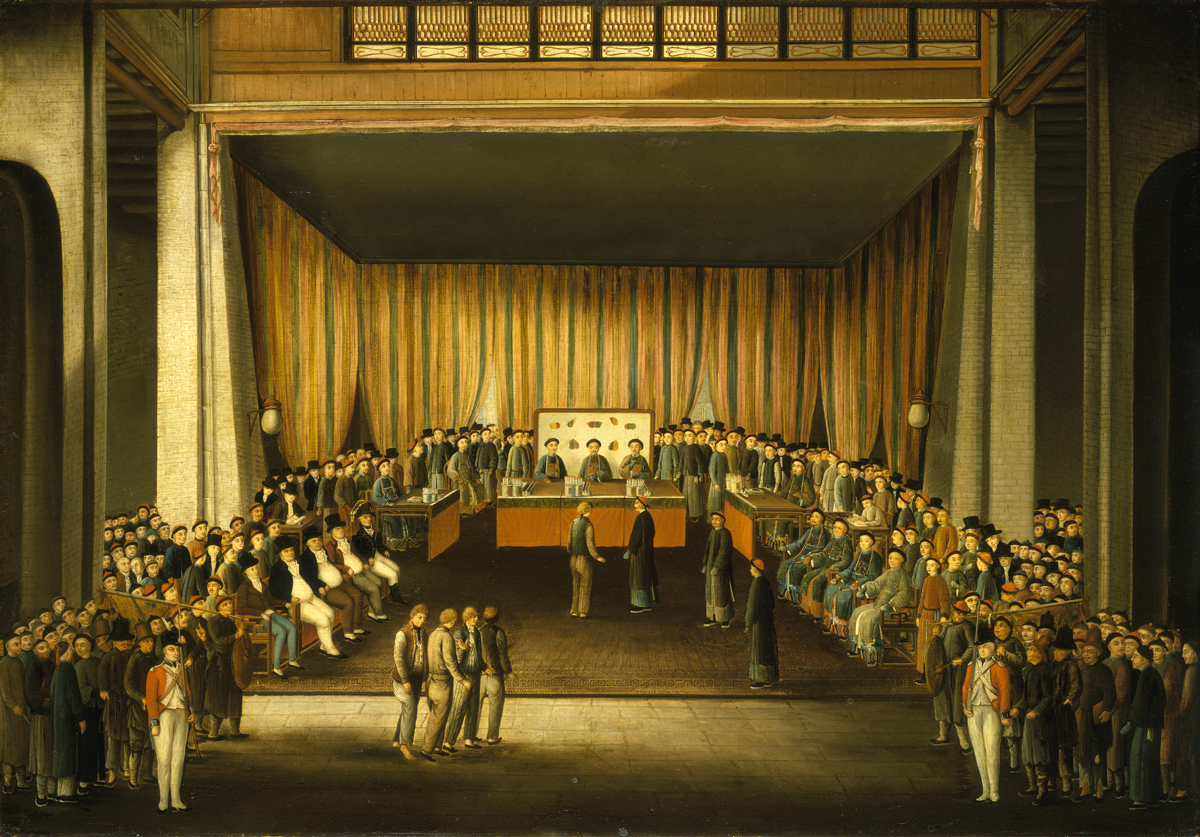
Суд на четырьмя британскими моряками. 1807 год. Справа сидят «Пхуан Кхэкуа Второй» и трое других китайских купцов

У Пань Цигуаня было семь сыновей, трое из которых также занимались семейным делом — вели торговлю чаем и шёлком, а также собирали информацию о ценах и товарах в Китае и Японии. Один из сыновей, Пань Чжисян, стал преемником отца и возглавил семейный торговый дом в Кантоне; к концу XVIII века он был богатейшим купцом города (в деловой среде он был известен под прозвищем «Пхуан Кхэкуа Второй»). Особенно тесные связи Пань Чжисян установил со Шведской Ост-Индской компанией, которая просуществовала до конца 1813 года. К середине 1830-х годов хонг Чжисяна был самым старым торговым домом Кантона, но по своему могуществу и богатству он уступил более успешному хонгу «Эво», который возглавлял купец Хокуа.
В 1806 году Пань Чжисян состоял в переписке с сэром Джозефом Бэнксом, который благодарил Паня за ботанические образцы, которые тот поставлял для королевских ботанических садов в Кью. Взамен Бэнкс прислал Паню другие растения, которые, по его мнению, могли пригодиться в Китае.

## Наследие

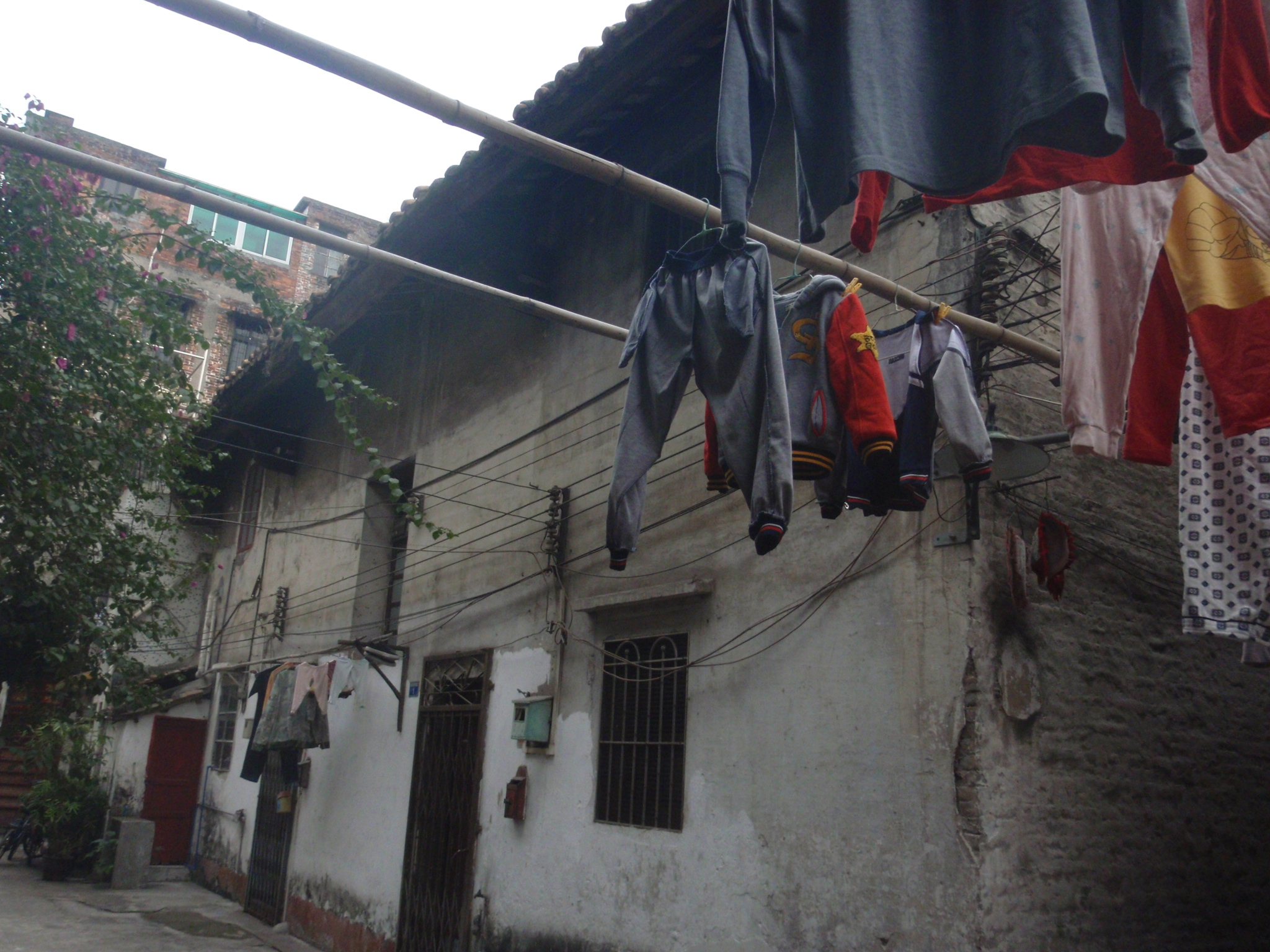
Одна из частей особняка в Гуанчжоу

В Гуанчжоу, в районе Хайчжу сохранился старинный особняк, в котором проживал Пань Цигуань. В доме имеются оригинальная деревянная резьба, скульптуры и старинные картины.
Пань Цигуань появляется как персонаж по имени «Poan Key-qua» в романе «Trade Winds» (2010) британско-шведской писательницы Кристины Куртене.